# Hideko Maehata
Hideko Maehata (japonès: 前畑秀子)  (Hashimoto, 20 de maig de 1914 - 24 de febrer de 1995) va ser una nedadora japonesa que va competir durant la dècada de 1930. Fou la primera dona japonesa en guanyar una medalla d'or als Jocs Olímpics.
El 1932 va prendre part en els Jocs Olímpics de Los Angeles, on guanyà la medalla de plata en la prova dels 200 metres braça del programa de natació. Quatre anys més tard, als Jocs de Berlín, guanyà la medalla d'or en la mateixa prova del programa de natació.
El 1937 Maehata es va casar i es va retirar de la competició. El 1979 fou incorporada a l'International Swimming Hall of Fame. El 1983 va patir una hemorràgia cerebral, però es va recuperar. El 1964 va rebre la medalla amb Galó Morat i el 1990 va ser designada Persona de Mèrit Cultural, sent la primera esportista japonesa en rebre aquest honor. Va morir el 1995.